# Batteriemanagementsystem
Ein Batteriemanagementsystem (BMS) oder einfach Batteriemanagement ist eine Maßnahme, meist jedoch eine elektronische Schaltung, welche zur Überwachung, Regelung und zum Schutz von Akkumulatoren dient. 

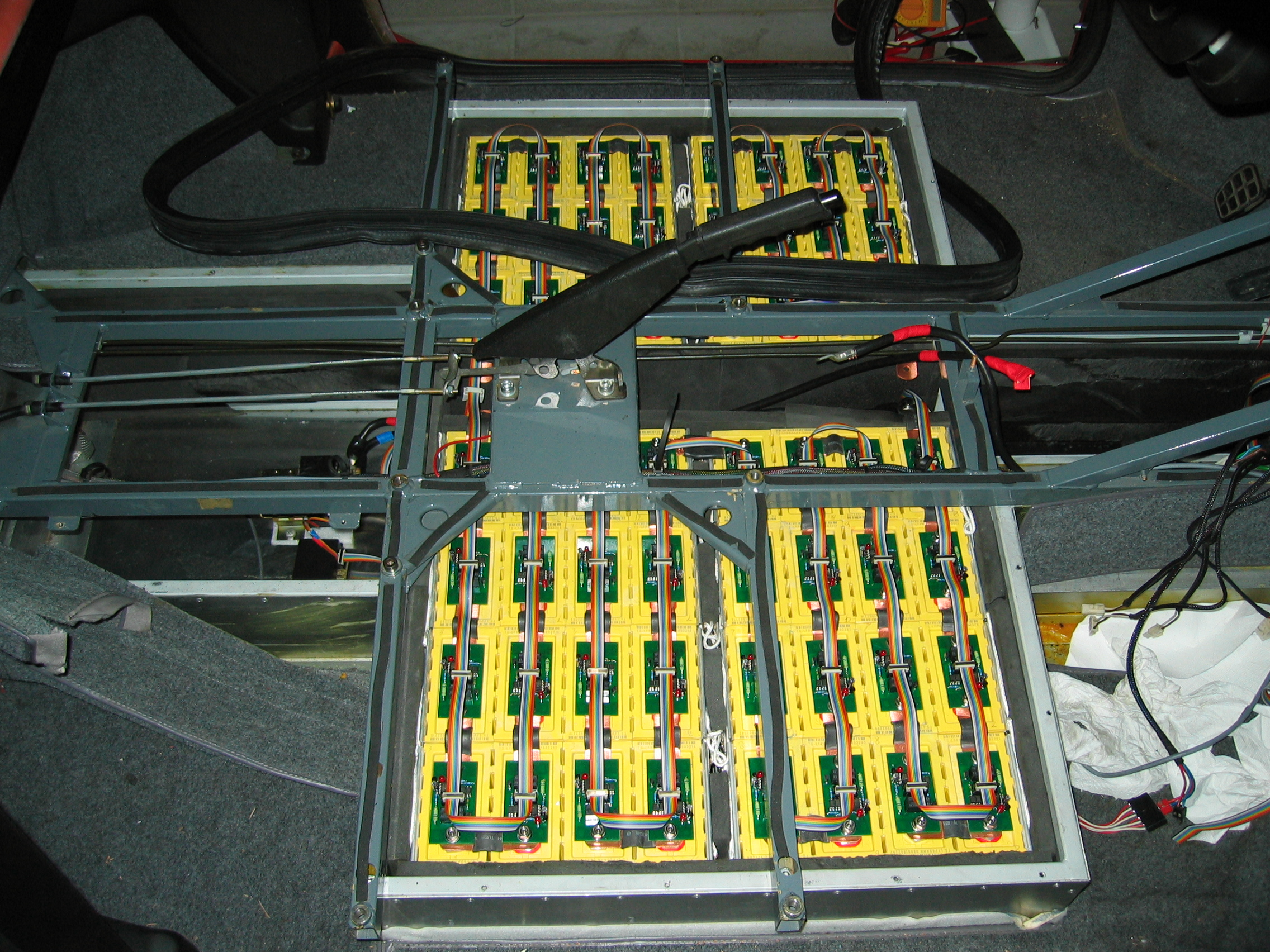
Akkubox eines Elektroautos Modell Hotzenblitz mit 56 Lithium-Eisenphosphat-Akkuzellen von Winston Battery, BMS-Modul für jede Einzelzelle und Busverkabelung

Dabei handelt es sich z. B. um Ladezustandserkennung, Tiefentladeschutz, Überladeschutz oder auch um komplexe Systeme mit Datenschnittstellen. In vielen mobilen Geräten umfasst das BMS auch die automatische Umschaltung der Stromversorgung, je nachdem, ob ein Ladegerät oder eine begrenzt speisefähige Datenschnittstelle (USB) angeschlossen ist.
Teilweise werden auch Betriebsdaten angezeigt oder für Servicezwecke gespeichert. Das Batteriemanagement umfasst bei offenen Blei- oder NiCd-Zellen ggf. auch das manuelle Ergänzen fehlenden Wassers.
BMS können insbesondere bei der Reihenschaltung mehrerer Akkuzellen zu einer Batterie und hier insbesondere bei Lithiumakkus notwendig werden.

## Verwendung
BMS finden sich in verschiedensten Zusammenschaltungen von Akkumulatorzellen, beispielsweise Antriebsbatterien von Elektroautos, unterbrechungsfreien Stromversorgungen, Mobiltelefonen oder Notebooks. Eine der großen Herausforderungen ist die Bestimmung des Ladezustandes, der bei vielen Akkumulatortypen nur ungenau anhand der Zellenspannung und des Innenwiderstandes zu ermitteln ist. Die Anzeige des Akkuzustandes bzw. der Betriebsdauer wurde zwar deutlich verbessert, ist jedoch oft nicht verlässlich.
Die einfachste Form eines BMS ist ein Laderegler. Insbesondere Systeme für größere Lithium-Ionen-Akkumulatoren verfügen jedoch oft über Baugruppen, die alle in Reihe geschalteten Akkumulatorzellen einzeln überwachen und Informationen über deren Zustand bereitstellen.
Im Massenmarkt wurden Batteriemanagementsysteme im Zuge immer günstiger werdender elektronischer Leistungsbauteile und mit dem Aufkommen von Lithium-Ionen-Akkumulatoren relevant. Bei diesen müssen Überladung und Tiefentladung der Einzelzellen vermieden werden, um Ausfälle und weitergehende Schäden bis hin zur Brandgefahr des Akkupacks zu vermeiden.

### Bleiakkumulatoren
Bleiakkumulatoren lassen sich aufgrund der Ladekennlinie mit einer Spannungsbegrenzung gegen Überladung schützen. Bei Starterbatterien in Automobilen mit Verbrennungsmotor besteht das Batteriemanagement aus dem Lichtmaschinenregler, der eine konstante Spannung liefert. Offene Bleiakkus sind robuster gegen Überladung – die nicht speicherbare Energie wird in Wärme und Knallgas umgesetzt, es geht jedoch Wasser verloren. Beim Einsatz als Traktionsbatterie macht sich durch das zyklische Laden und Entladen das Fehlen eines BMS im Auseinanderdriften der Zellen und Blöcke bemerkbar. Es führt zur Tiefentladung und nachfolgendem Ausfall der defekten Zellen. Bleiakkumulatoren (insbesondere Blei-Gel-Akkus) benötigen einen Tiefentladeschutz, der verhindert, dass die Zellspannung durch die Last oder durch die Selbstentladung unter einen bestimmten, vom Hersteller angegebenen Wert sinkt.

### NiCd/NiMh-Akkumulatoren
Nickel-Cadmium-Akkumulatoren und Nickel-Metallhydrid-Akkumulatoren mit nominal 1,2 V Zellspannung und einer nichtproportionalen Ladekennlinie benötigen spezielle Ladeverfahren (Delta Peak) mit höherem Regelaufwand und sicherer Ladeendabschaltung, um ein Überhitzen oder Gasen zu verhindern. Demgegenüber ist Tiefentladung nicht schädlich. Führerlose Transportfahrzeuge mit NiCd-Akkumulatoren werden beispielsweise bis auf Zellebene überwacht und protokolliert und z. B. auf eine Ladeschlussspannung von 1,55 V begrenzt, um übermäßigen Wasserverlust zu vermeiden. Dadurch kann die Lebensdauer der Akkumulatoren wesentlich verlängert werden.

### Lithium-Ionen-Akkumulator
Lithium-Ionen-Akkumulatoren haben kompliziertere Ladekennlinien als Bleiakkumulatoren, da die Ladeschlussspannung sehr genau eingehalten werden muss. Tiefentladung führt zum Ausfall. Lithiumakkus benötigen einen Tiefentladeschutz, der verhindert, dass die Zellspannung durch Last oder durch Selbstentladung unter einen bestimmten, vom Hersteller vorgegebenen Wert sinkt.
Abhängig von den chemischen Vorgängen in den Zellen treten Nichtlinearitäten auf (u. a. bei Lithium-Mangan-Akkumulatoren) oder die Zellspannung ist über weite Ladezustände nahezu konstant (z. B. bei Lithium-Eisenphosphat-Akkumulatoren). Dies erfordert sowohl bei Einzelzellen als auch bei Verschaltung mehrerer Zellen eine Überwachung, um einen vorzeitigen Ausfall oder die Überhitzung einzelner Zellen bei Überladung oder Tiefentladung sicher zu verhindern. Die Entwicklung der BMS wurde daher mit der Verbreitung von Lithium-Akkus verstärkt vorangetrieben.
Beim Einsatz von BMS bei Lithium-Ionen-Akkus kommt auf der Basis der Temperaturkontrolle, Spannungsdiagnose und der Ladezustandsermittlung eine Ladungs- und Entladungs-Steuerung inklusive Balancierung zum Einsatz, wobei letztere bei ungleichen Ladungszuständen der Einzelzellen für eine Angleichung sorgt.

## Einsatz im Fahrzeug
In der Fahrzeugtechnik dient ein BMS zusätzlich als Schnittstelle zwischen dem Fahrzeug und den in der Batterie verbauten elektronischen Komponenten. Das BMS steuert dabei Funktionen, die für die aktuellen Betriebszustände des Fahrzeugs nötig sind. So wird bei abgeschaltetem Fahrzeug das Batteriesystem in einen Schlafmodus versetzt. Das BMS wird dabei in regelmäßigen Abständen gemäß einer im BMS programmierten Software-Zykluszeit kurzzeitig gestartet. Während dieser „Wachzeit“ wird vom BMS eine Prüfung des Batteriesystems durchgeführt, um sämtliche Daten (Spannungen, Temperaturen usw.) auf mögliche Fehler zu untersuchen. Gleichzeitig steuert ein BMS Maßnahmen, um Leistungsfähigkeit und Lebensdauer des Akkumulators zu optimieren, indem es zum Beispiel durch Kühlen und gegebenenfalls Beheizen für ein geeignetes Temperaturniveau sorgt.
Wird das Fahrzeug gestartet, so wird ein Befehl vom Steuergerät des Fahrzeugs zum BMS geschickt, welches daraufhin den Zustand des Fahrakkus kontrolliert und die Schütze des Batteriesystems schließt, um den Motor mit Strom zu versorgen. Tritt während des Betriebs ein Fehler im Batteriesystem auf, so wird dieser vom BMS verarbeitet und einer Fehlerkategorie zugeordnet – dem Fehler entsprechend wird dieser für spätere Wartungen gespeichert oder dem Fahrer angezeigt. Im schlimmsten Fall wird das Batteriesystem in einen sicheren Zustand gebracht, indem der Fahrstrom unterbrochen oder die Batterie ganz abgeschaltet wird.

## Funktionen von Batteriemanagementsystemen

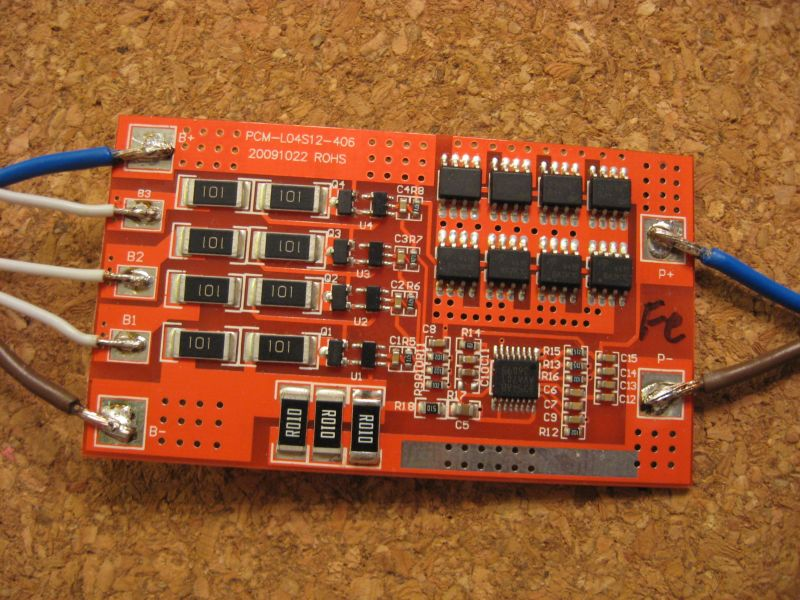
Einfaches BMS für 4-Zellen-Akkupack: Kurzschlusssicherung, Einzelzellenüberwachung gegen Über- und Unterspannung, Balancer

Als Standardfunktionen bei Batteriemanagementsystemen können gelten:
1. Zellenschutz
2. Ladekontrolle
3. Lastmanagement
4. Bestimmung des Ladezustandes
5. Bestimmung der „Zellgesundheit“ (Alterung, Restkapazität, Innenwiderstand etc.)
6. Ausbalancieren der Zellen
7. Historie
8. Authentifizierung und Identifizierung
9. Kommunikation
10. Temperaturüberwachung und Anpassen der Ladeschlussspannung

## Elektrische Ausführung von Batteriemanagementsystemen

### Standard-BMS
Beim Standard-BMS ist eine einfache Elektronik verbaut, die in ihren elektrischen Regelungsparametern fest eingestellt ist. Oft ist hierbei der Innenwiderstand und der Ruhestromverbrauch deutlich höher als beim Smart-BMS. Auch bei den Ausführungen mit integriertem Balancer fehlen jegliche Einstellmöglichkeiten, was bei einigen Akkukonfigurationen zur Verhinderung eines vollständigen Balancing der Zellen führt.

### Smart-BMS
Beim Smart-BMS lässt sich die Elektronik mit ihren elektrischen Regelungsparametern für den jeweiligen Anwendungsfall explizit konfigurieren und einstellen. Dadurch ist dasselbe Smart-BMS auch für unterschiedliche Zelltypen geeignet, wie Li-Ion, LiFePO4 und LTO. Auch sind meist deutlich mehr Sicherheitsfunktionen eingebaut und einstellbar. Durch Schnittstellen wie Bluetooth, RS485 und CAN-Bus können Daten des BMS angezeigt, ausgelesen und weiterverarbeitet werden. Zusätzlich kann bei Ausführungen mit Balancer die Anzahl der Zellenbänke in gewissen Grenzen variiert werden, ohne das BMS gleich wechseln zu müssen.

## Elektrische Anschlüsse von Batteriemanagementsystemen

### Common Port BMS
Beim Common Port BMS (gemeinsamer Anschluss) ist der Ladeeingang (charge port) gleich dem Leistungsausgang (discharge port) und hat folglich nur 2 Hauptanschlüsse (ohne den Akku und den Balancer). Hier liegen im Strompfad des BMS zwei MOSFET in Serie, was den Innenwiderstand des BMS mindestens verdoppelt. Vorteilhaft ist, dass Akkupacks mit integriertem Common Port BMS parallel geschaltet werden können, ohne die Sicherheitsfunktionen des BMS außer Kraft zu setzen.

### Separate Port BMS
Beim Separate Port BMS (getrennter Anschluss) hat der Ladeeingang und der Leistungsausgang jeweils einen eigenen Anschluss, wobei beide einen gemeinsamen Masseanschluss benutzen. Im Strompfad des BMS liegt jeweils nur ein MOSFET in Serie, wodurch der Innenwiderstand des BMS nur vom MOSFET des Leistungsausgang bestimmt wird und bei den typisch hohen Strömen weniger Verlustleistung produziert. Der MOSFET des Ladeeinganges kann dadurch kleiner ausfallen, was Kosten spart. Nachteilig ist, dass bei Parallelschaltung von einem Separate Port BMS mit einem weiteren Akku mit Common Port BMS die Sicherheitsfunktionen des Separate Port BMS außer Kraft gesetzt werden, was im schlimmsten Fall bei diesem zu einem Thermal Runaway (völlige thermische Zerstörung aller Akkuzellen, Brand) führt.

### BMS mit integriertem Balancer
Bei hochwertigen BMS, unabhängig ob mit Common oder Separate Port, ist zusätzlich ein Balancer untergebracht, der idealerweise als aktiver Balancer ausgeführt ist, da dieser überschüssige Energie fast verlustlos umschichtet. Im Gegensatz dazu wird bei einem passiven Balancer die überschüssige Energie praktisch nur verheizt (in Wärme umgewandelt), bis alle Zellen den gleichen Spannungspegel haben.

## Mechanische Ausführungen von Batteriemanagementsystemen
1. Bare Board (nackte Leiterplatte mit Bauteilen)
2. Board with Heatsink (gestapelter Aufbau der Leiterplatte mit 1 oder 2 Aluminiumplatinen als Kühlkörper)
3. Complete Case (Elektronik ist in einem Gehäuse, das als Kühlkörper wirkt, teilweise sogar als wasserdichte Ausführung)

## Standardisierungsfragen in der Fahrzeugtechnik
Da die Lebensdauer von Akkuzellen geringer als die eines Fahrzeuges ist und um dem Kunden eine Auswahl aus mehreren Mitbewerbern zu ermöglichen, wäre eine standardisierte Schnittstelle vom BMS zum Fahrzeug wünschenswert. Damit könnte sich bei Integration des Lademanagement in das BMS die Zellentechnologie unabhängig weiterentwickeln.
Nach einer Reihe von Akkubränden von Elektrorollern und zur Verbreitung der Elektromobilität beabsichtigt die indische Regierung die Entwicklung eines Open-Hardware-BMS für Elektro-Kleinfahrzeuge. Die Befürworter des Vorhabens versprechen sich davon leichtere Reparierbarkeit und die Möglichkeit zur Weiterentwicklung der Technologie durch verschiedene Anbieter und öffentliche Forschungseinrichtungen.